# Stogumber (stacja kolejowa)
 Stogumber – stacja kolejowa w miejscowości Stogumber w hrabstwie Somerset w Wielkiej Brytanii. Obecnie stacja przelotowa zabytkowej kolei West Somerset Railway.

## Obsługa pasażera
Bufet, poczekalnia.